# امیرقاسم فولادوند
امیرقاسم خان فولادوند از خوانین فولادوند لرستان، نماینده مجلس شورای ملی و استاندار دوره پهلوی بود.
خوانین فولادوند از طوایف چهارلنگ بختیاری اند که در شهرستانهای ازنا و الیگودرز صاحب قدرت و املاک بودند. پدر امیرقاسم خان، عزیزالله خان هژبرالسلطنه و مادرش دختر حشمت‌الدوله از شاهزادگان قاجار بود. عزیزالله خان حاکم کاشان و اصفهان شد و با تاسیس مجلس شورای ملی به نمایندگی این مجلس انتخاب شد. در زمان استبداد صغیر نیز با تفنگچیان خود همراه با دیگر طوایف بختیاری در فتح تهران و برقراری دوباره نظام مشروطه شرکت کرد.
امیرقاسم خان در شهریور ۱۳۲۲ در انتخابات مجلس شورای ملی شرکت کرد و با کسب ۲۲۵۳۲ رأی از مجموع ۲۳۶۴۰ رآی  که در حوزه انتخابیه بروجرد به صندوق‌ها ریخته شد، به نمایندگی مجلس شورای ملی انتخاب شد (دوره چهاردهم). او در دوره شانزدهم نیز به نمایندگی بروجرد انتخاب شد و مدتی نیز استاندار فارس بود.
از برادران او می توان به غلامرضا فولادوند قاضی سرشناس و وکیل مجلس شورای ملی و معاونت پارلمانی نخست وزیر و نیز به تیمسار علی فولادوند فرمانده دانشکده افسری و همچنین به امیرحسین فولادوند نماینده چهار دوره مجلس شورای ملی از الیگودرز اشاره کرد 